# American Football Bund Österreich

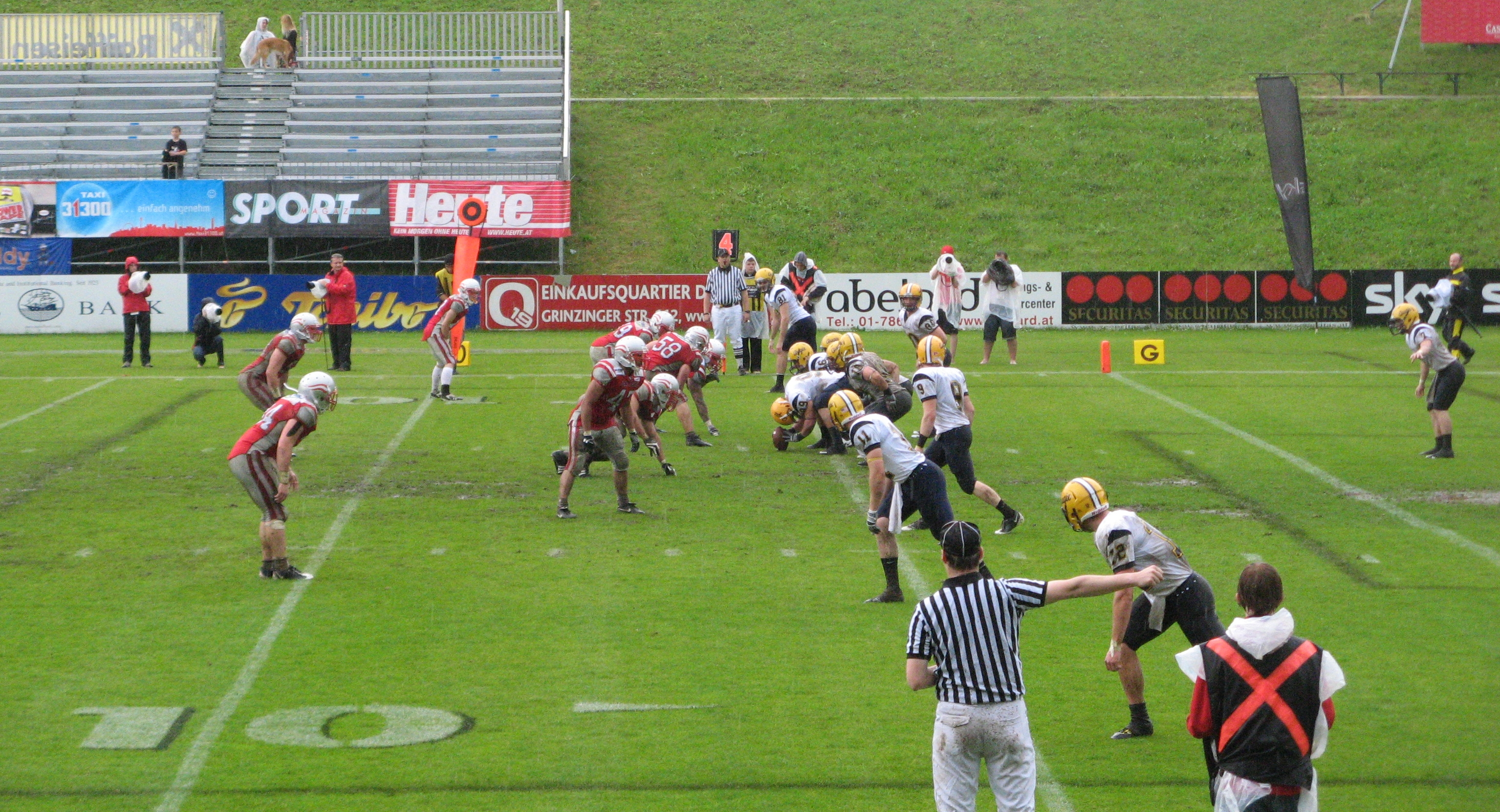
Das österreichische Nationalteam gegen Augustana College (10-3) in der Charity Bowl XII (2010)

Der American Football Bund Österreich (AFBÖ) ist der Dachverband für American Football, Cheerleading und Flag Football in Österreich. Der AFBÖ ist Mitglied der österreichischen Bundes-Sportorganisation (BSO), der Nationalen Anti-Doping Agentur (NADA) und des American-Football-Weltverbandes (IFAF).
Dem 1982 gegründeten Verband waren im Jahr 2018 siebzig Vereine mit 8.350 Mitgliedern angeschlossen. Sitz des AFBÖ ist Wien. Der AFBÖ organisiert außerdem die Österreichische American-Football-Nationalmannschaft.

## Veranstaltungen

### Tackle Football
Der AFBÖ organisiert bei den Herren zurzeit den Spielbetrieb in fünf Ligen. Höchste Liga ist die Austrian Football League (AFL), darunter befinden sich die Austrian Football Division One, Austrian Football Division Two und Austrian Football Division Three. Der Österreichische Staatsmeister wird jährlich in der Austrian Bowl ermittelt.
Des Weiteren veranstaltet der Verband einen Nachwuchsspielbetrieb, gegliedert in Minis (U12), Schüler (U14), Jugend (U16) und Junioren (U18), sowie eine Frauenliga, die Austrian Football Division Ladies.

#### Nationalteams Tackle Football Herren
Neben den regelmäßig veranstalteten Meisterschaftsbetrieben, richtete der AFBÖ auch die C- und B-Europameisterschaft im American Football in Wolfsberg aus, welche jeweils vom österreichischen Nationalteam gewonnen werden konnte. Außerdem war der Verband 2011 Veranstalter der vierten American-Football-Weltmeisterschaft, jene wurde von den USA gewonnen. Österreich konnte 2011 den 7. Platz erreichen. 2014 war man Gastgeber der Europameisterschaft konnte jedoch im Finale gegen Deutschland vor 27.000 Zuschauern im Ernst Happel Stadion zu Wien in zweifacher Overtime das Spiel nicht gewinnen, so dass am Ende „nur“ Silber das Ergebnis war.

#### Nationalteams Tackle Football U19 Herren
Die U19-Nationalmannschaft im Tackle Football hat die IFAF Europameisterschaften in den Jahren 2011, 2013, 2015 und 2019 gewonnen.

#### Nationalteams Tackle Football Damen
Das Damen Nationalteam hat an der EM 2019 teilgenommen.

### Flag Football
Der ebenfalls vom Verband organisierte Spielbetrieb im Flag Football gliedert sich in die Flag Liga Austria, die Flag Liga Ladies, die Flag Liga Austria 2, die Flag Liga Austria 3, sowie die Flag Liga Juniors.

#### Nationalteams Flag Football Herren
Das österreichische Herren Flag-Football-Nationalteam hat folgende Erfolge zu verzeichnen:
| Jahr | Bewerb      | Ort              | Platz    |
| ---- | ----------- | ---------------- | -------- |
| 2002 | WM (5-5)    | Wien             | Silber   |
| 2002 | WM (7-7)    | Wien             | Gold     |
| 2003 | EM (5-5)    | Wien             | Gold     |
| 2003 | EM (7-7)    | Wien             | Gold     |
| 2004 | WM (5-5)    | Thonon-les-Bains | Gold     |
| 2004 | WM (7-7)    | Thonon-les-Bains | Silber   |
| 2009 | EM          | Belfast          | Bronze   |
| 2011 | EM          | Thonon-les-Bains | Silber   |
| 2012 | WM          | Göteborg         | Gold     |
| 2013 | EM          | Pesaro           | Bronze   |
| 2015 | EM          | Pinto            | Silber   |
| 2017 | EM          | Madrid           | Gold     |
| 2018 | WM          | Panama-Stadt     | Silber   |
| 2022 | World Games | Birmingham       | 4. Platz |
| 2023 | EM          | Limerick         | Silber   |

| Bewerb | Gold | Silber | Bronze | Gesamt |
| ------ | ---- | ------ | ------ | ------ |
| WM     | 3    | 3      | 0      | 6      |
| EM     | 3    | 3      | 2      | 8      |
| Gesamt | 6    | 6      | 2      | 14     |

#### Nationalteams Flag Football Damen
Das österreichische Damen Flag-Football-Nationalteam hat folgende Erfolge zu verzeichnen:
| Jahr | Bewerb      | Ort              | Platz    |
| ---- | ----------- | ---------------- | -------- |
| 2007 | EM          | Sestola          | Bronze   |
| 2009 | EM          | Belfast          | Gold     |
| 2010 | WM          | Ottawa           | Bronze   |
| 2011 | EM          | Thonon-les-Bains | Gold     |
| 2013 | EM          | Pesaro           | Gold     |
| 2014 | WM          | Grosseto         | Bronze   |
| 2015 | EM          | Pinto            | Gold     |
| 2016 | WM          | Miami            | Silber   |
| 2017 | EM          | Madrid           | Gold     |
| 2019 | EM          | Jerusalem        | Bronze   |
| 2021 | WM          | Jerusalem        | Bronze   |
| 2022 | World Games | Birmingham       | 4. Platz |

| Bewerb | Gold | Silber | Bronze | Gesamt |
| ------ | ---- | ------ | ------ | ------ |
| WM     | 0    | 1      | 3      | 4      |
| EM     | 5    | 0      | 2      | 7      |
| Gesamt | 5    | 1      | 5      | 11     |

### Cheerleading
Seit 1994 richtet der AFBÖ außerdem auch die Cheerleadermeisterschaft (ÖCM) aus.

## Vorstand
Der Vorstand besteht aus fünf Mitgliedern, dem Präsidenten und vier Vizepräsidenten, die für eine Funktionsperiode von drei Jahren gewählt werden.
- Präsident: Michael Eschlböck (seit 2002)
- Vizepräsidenten: Gregor Murth (Finanzen), Uras Aslan, Andreas Platzgummer (Nachwuchs), Elisabeth Kellner, Christian Weissina